# El Palqui
El Palqui es una ciudad perteneciente a la comuna de Monte Patria, Región de Coquimbo, Chile. Con 6175 habitantes (2019), se ubica a 10 km de la capital comunal, en el valle central del Huatulame, en la desembocadura del río Huatulame en el embalse La Paloma.

## Historia
En el Chile colonial formaba parte del curato de Sotaquí, y en 1789 se encontraba como parte de la diputación de Huatulame. En 1833 se constituyó como parte del departamento de Ovalle, y desde 1894 pertenece a la comuna de Monte Patria.
En 1969 la localidad fue desalojada para la construcción del embalse La Paloma. Debido a que el poblado fue inundado por las aguas, fue reconstruido en una nueva localización, a tres kilómetros al este, con un trazado en torno a una plaza central y una nueva estación ferroviaria.
Desde 2008 se realiza una liturgia religiosa denominada misa de campaña, en donde se realiza una peregrinación de la Virgen del Tránsito, patrona de la localidad, hasta el embalse La Paloma, en los cimientos de la antigua iglesia.